# 帕夫洛·羅森科
帕夫洛·瓦列里耶維奇·羅森科（1970年7月15日—）是烏克蘭的一位政治人物，出生在基輔。自1989年開始，羅森科曾是烏克蘭人民運動的成員。2008年至2010年，他曾擔任烏克蘭勞動和社會政策部首席副部長。2016年至2019年，任社會政策部部長。